# René-Schickele-Preis
Der René-Schickele-Preis ist ein deutsch-französischer Literaturpreis, der nur einmal, im Jahr 1952, verliehen wurde. Namensgeber des Preises ist der elsässische pazifistische Autor der Zwischenkriegszeit, René Schickele. Preisrichter waren Hermann Kesten, Thomas Mann und Alfred Neumann; ausgezeichnet wurde Hans Werner Richter für Sie fielen aus Gottes Hand. Gestiftet wurde der Preis von den Juroren sowie von Bruno Walter, Curt Goetz und acht internationalen und neun deutschen Verlagen.
René-Schickele-Ehrung: Im Rahmen der Verleihung wurden weiterhin Ilse Aichinger für Die größere Hoffnung, Franziska Becker (1952) für Bevor die Nacht kam, Heinrich Böll für Wo warst du, Adam?, Siegfried Lenz für Es waren Habichte in der Luft, Luise Rinser für Mitte des Lebens und Heinz Risse für Wenn die Erde bebt geehrt.
Es war zunächst geplant, den René-Schickele-Preis jährlich zu verleihen. Da die Reaktion der Öffentlichkeit trotz der bedeutenden Preisrichter verhalten ausfiel, wurde er jedoch nur einmal vergeben. Es sind sechs Presse-Artikel anlässlich der Verleihung bekannt.
Das Deutsche Literaturarchiv Marbach verwahrt die Festschrift zur Verleihung 1952.